# Maennolsheim
Maennolsheim é uma comuna francesa na região administrativa de Grande Leste, no departamento Baixo Reno. Estende-se por uma área de 2,73 km². Em 2010 a comuna tinha 237 habitantes (densidade: 86,8 hab./km²).